# Jesús Bernal
Jesús José Bernal Villarig (Muniesa, 25 dicembre 1996) è un calciatore spagnolo, centrocampista dello Sporting Gijón.

## Carriera
Bernal ha iniziato la sua carriera con Santa Isabel, San Gregorio e Stadium Casablanca. Nel 2015 ha firmato con il Real Saragozza ed è stato ceduto in prestito al Tarazona per la stagione 2015-2016. L'annata successiva l'ha disputata con il Deportivo Aragón in quarta divisione.
Nel 2017 ha firmato con l'Unión Adarve approdando quindi in Segunda División B. Nel 2018 è passato al Leonesa e l'anno successivo ha firmato con il Levante che lo ha assegnato alla propria squadra B.
Il 15 agosto 2020 ha firmato con il Rayo Majadahonda e vi è rimasto per due stagioni dove ha disputato 62 incontri complessivi. Il 4 luglio 2022 ha firmato un biennale con il Racing Ferrol ed è stato uno dei protagonisti della promozione del club in Segunda División che mancava da 15 anni. Ha fatto il suo esordio nel campionato cadetto spagnolo il 12 agosto 2023 nella trasferta vinta 1-0 contro l'Elche.
A fine stagione ha lasciato a parametro zero  i biancoverdi ed ha firmato un contratto triennale con lo Sporting Gijón, club di seconda divisione.

## Statistiche
Statistiche aggiornate al 4 gennaio 2025.

### Presenze e reti nei club
| Stagione                | Squadra                 | Campionato              | Campionato | Campionato | Coppe nazionali | Coppe nazionali | Coppe nazionali | Coppe continentali | Coppe continentali | Coppe continentali | Altre coppe | Altre coppe | Altre coppe | Totale | Totale | Totale |
| Stagione                | Squadra                 | Comp                    | Pres       | Reti       | Comp            | Pres            | Reti            | Comp               | Pres               | Reti               | Comp        | Pres        | Reti        | Pres   | Reti   |        |
| ----------------------- | ----------------------- | ----------------------- | ---------- | ---------- | --------------- | --------------- | --------------- | ------------------ | ------------------ | ------------------ | ----------- | ----------- | ----------- | ------ | ------ | ------ |
| 2015-2016               | Tarazona                | TD                      | 23         | 0          | CR              | 0               | 0               | -                  | -                  | -                  | -           | -           | -           | 23     | 0      |        |
| 2016-2017               | Deportivo Aragón        | TD                      | 36         | 1          | -               | -               | -               | -                  | -                  | -                  | -           | -           | -           | 36     | 1      |        |
| 2017-2018               | Unión Adarve            | SDB                     | 37         | 0          | CR              | 2               | 0               | -                  | -                  | -                  | -           | -           | -           | 39     | 0      |        |
| 2018-2019               | Leonesa                 | SDB                     | 20         | 0          | CR              | 4               | 0               | -                  | -                  | -                  | -           | -           | -           | 24     | 0      |        |
| 2019-2020               | Levante B               | SDB                     | 27         | 0          | -               | -               | -               | -                  | -                  | -                  | -           | -           | -           | 27     | 0      |        |
| 2020-2021               | Rayo Majadahonda        | SDB                     | 23         | 0          | CR              | 1               | 0               | -                  | -                  | -                  | -           | -           | -           | 24     | 0      |        |
| 2021-2022               | PDR                     | 36                      | 0          | CR         | 2               | 0               | -               | -                  | -                  | -                  | -           | -           | 38          | 0      |        |        |
| Totale Rayo Majadahonda | Totale Rayo Majadahonda | Totale Rayo Majadahonda | 59         | 0          |                 | 3               | 0               |                    | -                  | -                  |             | -           | -           | 62     | 0      |        |
| 2022-2023               | Racing Ferrol           | PF                      | 40         | 0          | CR              | 0               | 0               | -                  | -                  | -                  | -           | -           | -           | 40     | 0      |        |
| 2023-2024               | Racing Ferrol           | SD                      | 41         | 0          | CR              | 3               | 0               | -                  | -                  | -                  | -           | -           | -           | 44     | 0      |        |
| Totale Racing Ferrol    | Totale Racing Ferrol    | Totale Racing Ferrol    | 81         | 0          |                 | 3               | 0               |                    | -                  | -                  |             | -           | -           | 84     | 0      |        |
| 2024-2025               | Sporting Gijón          | SD                      | 12         | 0          | CR              | 1               | 0               | -                  | -                  | -                  | -           | -           | -           | 13     | 0      |        |
| Totale carriera         | Totale carriera         | Totale carriera         | 295        | 1          |                 | 13              | 0               |                    | -                  | -                  |             | -           | -           | 308    | 1      |        |